# Joan Guàrdia i Olmos
Joan Guàrdia i Olmos (Barcelona, 20 d'octubre de 1958) és catedràtic de psicologia a la Universitat de Barcelona, i el 48è Rector de la mateixa universitat des del dia 18 de desembre del 2020.

## Biografia
És catedràtic de Metodologia de les Ciències del Comportament a la Facultat de Psicologia. Va arribar a la Universitat de Barcelona com a estudiant de la Facultat de Ciències Econòmiques i va compaginar aquests estudis amb els de Psicologia, que va finalitzar el 1985. Doctor en Psicologia per la mateixa Universitat de Barcelona, va cursar els estudis de postgrau a la Universitat d'Essex (Regne Unit) el 1989.
En l'àmbit de la docència va ser professor ajudant (1984) i professor associat a temps complet (1986), en ambdós casos a l'àrea de Metodologia de les Ciències del Comportament de la Facultat de Psicologia de la Universitat de Barcelona. El 1987 va exercir de professor col·laborador de docència i investigació a temps complet. El mateix any va aconseguir una plaça de professor titular d'universitat. El 2007 va ser habilitat com a catedràtic i l'any següent va ocupar la seva càtedra actual.
Expert en estadística i en l'estudi sistemàtic de la conducta humana, ha fet docència a la Facultat de Psicologia, però també a Farmàcia, Economia i Empresa, Geografia i Història, Infermeria, Educació i Biologia.
Ha impartit seminaris i cursos a diverses universitats nacionals i internacionals. Igualment he fet conferències i estades. Ha dirigit tesis doctorals a sis universitats del sistema universitari català i a cinc d'internacionals. És coordinador del Grup d'Innovació Docent GID-UB/11 i del Grup de Recerca Consolidat SGR 266. Ha publicat més de 30 llibres i més de 260 articles científics, dels quals prop de 220 en JCR. Ha estat investigador principal de més de 25 projectes de recerca competitius i de més de 30 d'innovació docent. També ha dut a terme més de 40 convenis de transferència gestionats per la Fundació Bosch i Gimpera.
És avaluador de diverses agències de qualitat, de revistes indexades a Scopus i a Thomson Reuters, membre de comitès editorials i revisor de diverses revistes indexades.
Ha sigut membre de l'Institut de Neurociències i de l'Institut de Sistemes Complexos (UBICS), tots dos de la Universitat de Barcelona.
Amb relació a la gestió acadèmica ha estat Secretari del Consell d'Estudis del grau de Psicologia (1989-1994), Cap d'Estudis de Psicologia (1994-1998), Director del Gabinet d'Orientació Universitària (1998-2001), Vicerector d'Estudiants (2001-2005) durant el mandat del rector Joan Tugores, Secretari RUNAE de la CRUE (2002-2005), representant CRUE a la comissió ministerial sobre beques (2003-2005), delegat del rector a l'INEFC (2004-2005), assessor del Ministeri d'Educació (2005-2007) i delegat del rector a l'Escola Superior de Relacions Públiques (2014-2017). El 2005 va ser membre fundador del sistema Unidiscat de la Generalitat de Catalunya, del qual encara en forma part. Des de 2011 és membre de la Secció d'Universitats de l'Institut de Desenvolupament Professional (IDP).
El desembre de 2020 es va presentar a rector de la UB, guanyant les eleccions de la Universitat de Barcelona davant Joan Elies. Fou reelegit en les eleccions de 2023.